# 北漢山新羅真興王巡狩碑
北漢山新羅真興王巡狩碑（ほっかんさん しらぎしんこうおう じゅんしゅひ）は、大韓民国ソウル特別市の北漢山山頂に、6世紀中ごろに建てられた石碑。単に北漢山碑とも呼ばれる。
1816年に金正喜（김정희）によって再発見された。長年の風雪による劣化のため、現在ソウル市内にある国立中央博物館に保管、展示されている。1962年12月12日に韓国の国宝第3号に指定された。
この石碑は、高さ154cm、幅69cm。12行・1行あたり32文字の碑文（金石文）が記されている。碑文には、新羅の真興王が漢江まで領土を拡大したこと、この碑はそれを記念するために立てられたことなどが書かれており、歴史研究上の価値が高い。
現在知られている4つの真興王巡狩碑（昌寧碑、磨雲嶺碑、黄草嶺碑、北漢山碑）の一つ。